# Anton Gino Domeneghini
Anton Gino Domeneghini (Darfo Boario Terme, 30 aprile 1897 – Milano, 6 novembre 1966) è stato un produttore cinematografico e regista italiano.

## Biografia
Partecipa alla prima guerra mondiale, e come esperto in comunicazione, diventa il portavoce di Gabriele D'Annunzio, dopo la fine delle ostilità belliche si occupa a Milano come creativo in campagne pubblicitarie sino a divenire il responsabile della Compagnia I.M.A. (Idea Metodo Arte), una delle maggiori imprese italiane nel campo della pubblicità dove rimane sino alla fine degli anni '50,
Con l'arrivo nelle sale italiane di Biancaneve e i sette nani della Disney e il contestuale bando all'attività pubblicitaria imposto dal governo durante la seconda guerra mondiale, decide di impiegare lavoratori e macchinari per produrre il primo lungometraggio di animazione in Italia. dopo aver scritto il racconto originale La rosa di Bagdad affida a un gruppo di disegnatori la realizzazione della pellicola, che avrà come disegnatori principali Libico Maraja, uno dei maggiori illustratori di libri del periodo e Guido Zamperoni. Il gruppo di disegnatori si mette al lavoro e nello spazio di 2 anni realizza migliaia di disegni, scenografie e rodovetri. Dopo i bombardamenti del 1942 la sede della IMA Film di Milano venne in gran parte distrutta, e la produzione si sposta nella Villa Fè d'Ostiani e a Villa Secco a Bornato, in Franciacorta.
Nel 1947 i disegni vengono inviati allo stabilimento Technicolor di Londra dove verranno fotografati e rispediti in Italia sotto forma di lunghe sequenze su pellicola che saranno poi montate da Lucio De Caro. Il lavoro sarà terminato poi a Roma, dove con il doppiaggio presso la C.D.C. la pellicola sarà pronta per la presentazione nelle sale nel 1949. Il film ottiene il 1º premio al Festival Internazionale dei ragazzi di Venezia e una elaborazione in fumetto da parte di Periodici Mondadori (Albo d'Oro n. 242 del 30 dicembre 1950) con le tavole del pittore e fumettista Guido Zamperoni. Domeneghini dopo alcuni cortometraggi realizzati nei primi anni cinquanta decise di riprendere il suo lavoro di pubblicitario.[senza fonte]

## Filmografia
- La rosa di Bagdad, (1949), soggetto e regia
- Ballata impressionistica, (1954), soggetto e regia